# Delivered Duty Unpaid
Il termine Delivered Duty Unpaid (in italiano: reso non sdoganato e indicante il luogo di consegna convenuto nel paese d'importazione), utilizzato nella forma breve come DDU, è una delle clausole contrattuali in uso nelle compravendite internazionali, quelle codificate nell'Incoterms e che servono a statuire i diritti e i doveri di ognuna delle parti in causa, definendo anche la suddivisione dei costi di trasporto, assicurativi e doganali tra venditore ed acquirente.

## Incoterms 2000
La resa "Delivered Duty Unpaid", valida particolarmente per il trasporto via strada e ferrovia, stabilisce che a carico del venditore siano tutte le spese di trasferimento fino ad una destinazione concordata, nonché le spese per l'ottenimento di licenze e documentazioni per l'esportazione dalla nazione di origine e quelle per le operazioni doganali sempre di esportazione. Anche i costi da sostenere per l'attraversamento di altre nazioni fino a destino sono a carico del venditore.
Restano a carico del destinatario le operazioni doganali nella nazione di arrivo e la liquidazione di tutti gli oneri gravanti sulla merce nella nazione di destino.
La formulazione di questo termine di resa è considerata completa con l'indicazione di una località specifica (esempio D.D.U. Roma).
Dello stesso gruppo di termini di resa, definito il gruppo D, fanno parte anche DAF Delivered At Frontier, DES Delivered Ex Ship, DEQ Delivered Ex Quay e DDP Delivered Duty Paid.

## Aggiornamento del 2010
Il gruppo D è stato oggetto di una revisione totale in occasione della presentazione dell'Incoterms versione 2010 e la resa Delivered Duty Unpaid è una di quelle non più presenti, sostituita dalle nuove Delivered At Terminal e Delivered At Place.